# Diocophora praedasicara
Diocophora praedasicara är en tvåvingeart som beskrevs av Ronald Henry Lambert Disney 2007. Diocophora praedasicara ingår i släktet Diocophora och familjen puckelflugor.
Artens utbredningsområde är Panama. Inga underarter finns listade i Catalogue of Life.